# تیمو لامپن
تیمو لامپن (فنلاندی: Timo Lampén; ۵ سپتامبر ۱۹۳۴ – ۲۷ مهٔ ۱۹۹۹) بازیکن بسکتبال اهل فنلاند بود. وی در بازی‌های المپیک تابستانی ۱۹۶۴ حضور داشته‌است.